# Neuhofen an der Ybbs
Neuhofen an der Ybbs is een gemeente in de Oostenrijkse deelstaat Neder-Oostenrijk, gelegen in het district Amstetten (AM). De gemeente heeft ongeveer 2500 inwoners.

## Geografie
Neuhofen an der Ybbs heeft een oppervlakte van 36,38 km². Het ligt in het centrum van het land, iets ten noorden van het geografisch middelpunt.

## Geschiedenis
Neuhofen wordt soms de Wieg van Oostenrijk genoemd; in 996 in de Ostarrichi-oorkonde wordt Oostenrijk samen met Neuhofen genoemd. Keizer Otto III van het Heilige Roomse Rijk schonk 950 hectare land aan de bisschop van Freising. Die behield eeuwenlang dat stukje land, ver weg van de stad Freising.
Allhartsberg · Amstetten · Ardagger · Aschbach-Markt · Behamberg · Biberbach · Ennsdorf · Ernsthofen · Ertl · Euratsfeld · Ferschnitz · Haag · Haidershofen · Hollenstein an der Ybbs · Kematen an der Ybbs · Neuhofen an der Ybbs · Neustadtl an der Donau · Oed-Öhling · Opponitz · Seitenstetten · Sonntagberg · Sankt Georgen am Reith · Sankt Georgen am Ybbsfelde · Sankt Pantaleon-Erla · St. Peter in der Au · St. Valentin · Strengberg · Viehdorf · Wallsee-Sindelburg · Weistrach · Winklarn · Wolfsbach · Ybbsitz · Zeillern
- Gemeinsame Normdatei: 4041797-9
- MusicBrainz: 1a55baa6-f84b-4e2d-9b7e-16938d491b10
- Virtual International Authority File: 241425770
- WorldCat: E39PBJktkH67KBmWJjmG3PJqwC